# V364 Большой Медведицы
V364 Большой Медведицы (лат. V364 Ursae Majoris) — двойная затменная переменная звезда типа W Большой Медведицы (EW) в созвездии Большой Медведицы на расстоянии приблизительно 2573 световых лет (около 789 парсеков) от Солнца. Видимая звёздная величина звезды — от +13,95m до +13,4m. Орбитальный период — около 0,367 суток (8,8075 часов).